# Crinodendron tucumanum
Crinodendron tucumanum är en tvåhjärtbladig växtart som beskrevs av Miguel Lillo. Crinodendron tucumanum ingår i släktet Crinodendron och familjen Elaeocarpaceae. Inga underarter finns listade i Catalogue of Life.